# لغة لاكا
لاكا، والمعروفة أيضًا باسم كبة لاكا، هي إحدى لغات سارا في تشاد.
ترتبط Laka of Lau ، التي يُتحدث بها في نيجيريا ، ارتباطًا وثيقًا.

## الأدب
نشرت جمعية الكتاب المقدس البريطانية والأجنبية عام 1960 العهد الجديد بلغة كابا لاكا. ترجمه الأخوة التبشيرية السيدة. ماتيلدا دبليو كينيدي مع مساعدي بيير نغوندي وبول بوبيتا.

## روابط خارجية
- مشروع لغة سارة باجرمي - لاكا